# FIDE Grand Swiss 2021
Das FIDE Grand Swiss 2021 war ein internationales Schachturnier, das vom 27. Oktober bis 7. November 2021 in Riga ausgetragen wurde. Das Turnier gliederte sich in zwei Sektionen: Die „offene“ Sektion wurde von Alireza Firouzja vor Fabiano Caruana gewonnen, die sich beide dadurch für das Kandidatenturnier 2022 qualifizierten. Die Spieler auf den Plätzen 3–8 qualifizierten sich für den FIDE Grand Prix 2022. In der Frauensektion siegte die Chinesin Lei Tingjie vor der Deutschen Elisabeth Pähtz.

## Offenes Turnier
Im „offenen“ Turnier waren (wie bei Schachturnieren generell üblich) sowohl Frauen als auch Männer spielberechtigt; als einzige Frau nahm Alexandra Gorjatschkina teil. Fast alle der 108 Teilnehmer (mit lediglich einer Ausnahme) verfügten über einen Großmeistertitel. Der Elo-Durchschnitt betrug 2639. Es wurden 11 Runden nach Schweizer System gespielt. Die Bedenkzeit betrug 100 Minuten für die ersten 40 Züge, 50 Minuten für die folgenden 20 und 15 Minuten für den Rest der Partie, zuzüglich 30 Sekunden Inkrement pro Zug.
Die prominentesten Teilnehmer waren der aktuelle Vize-Weltmeister Fabiano Caruana (USA), der Franzose Maxime Vachier-Lagrave, der ebenfalls für Frankreich spielende gebürtige Iraner Alireza Firouzja und der Armenier Lewon Aronjan. Firouzja dominierte das Feld von Anfang an und musste sich nur in der 9. Runde Fabiano Caruana geschlagen geben. In der letzten Runde reichte ihm ein ungefährdetes Remis gegen Grigori Oparin, um mit 8 Punkten aus 11 Partien und einem halben Punkt Vorsprung vor Caruana und Oparin das Turnier zu gewinnen. Damit qualifizierte er sich ebenso wie Caruana, der aufgrund der besseren Buchholz-Wertung vor dem punktgleichen Oparin platziert war, für das Kandidatenturnier 2022.
Überraschend erreichte der erst sechzehnjährige Vincent Keymer einen ausgezeichneten fünften Platz mit 7 Punkten mit Siegen unter anderem gegen David Navara und Kirill Alexejenko.

### Abschlusstabelle
| Platz | Setzliste | Spieler                | Verband             | Elo  | Punkte | Feinwertung |
| ----- | --------- | ---------------------- | ------------------- | ---- | ------ | ----------- |
| 01    | 03        | Alireza Firouzja       | Frankreich          | 2770 | 8      | 68          |
| 02    | 01        | Fabiano Caruana        | Vereinigte Staaten  | 2800 | 7½     | 67          |
| 03    | 39        | Grigori Oparin         | Russland            | 2654 | 7½     | 63½         |
| 04    | 11        | Yu Yangyi              | China Volksrepublik | 2704 | 7      | 66½         |
| 05    | 65        | Vincent Keymer         | Deutschland         | 2630 | 7      | 65½         |
| 06    | 04        | Maxime Vachier-Lagrave | Frankreich          | 2736 | 7      | 65          |
| 07    | 26        | Alexander Predke       | Russland            | 2666 | 7      | 64½         |
| 08    | 26        | Alexei Schirow         | Spanien             | 2659 | 7      | 64½         |
| 09    | 34        | David Howell           | England             | 2658 | 7      | 62½         |
| 10    | 27        | Gabriel Sarkissjan     | Armenien            | 2664 | 7      | 61½         |
| 11    | 33        | David Antón Guijarro   | Spanien             | 2658 | 7      | 61          |
| 12    | 20        | Anton Korobow          | Ukraine             | 2690 | 7      | 60½         |
| 13    | 40        | Samuel Sevian          | Vereinigte Staaten  | 2654 | 7      | 60½         |
| 14    | 06        | Andrei Jessipenko      | Russland            | 2720 | 7      | 60          |
| 15    | 50        | Bogdan-Daniel Deac     | Rumänien            | 2643 | 7      | 60          |
| 16    | 14        | Wladislaw Artemjew     | Russland            | 2699 | 7      | 56½         |
| …     | …         | …                      | …                   | …    | …      | …           |
| 61    | 52        | Matthias Blübaum       | Deutschland         | 2640 | 5½     | 57          |
| …     | …         | …                      | …                   | …    | …      | …           |
| 71    | 45        | Alexander Donchenko    | Deutschland         | 2648 | 5      | 61½         |
| …     | …         | …                      | …                   | …    | …      | …           |
| 73    | 77        | Dmitrij Kollars        | Deutschland         | 2621 | 5      | 59          |
| …     | …         | …                      | …                   | …    | …      | …           |

Platz 1–2 berechtigte zur Teilnahme am Kandidatenturnier 2022; Platz 3–8 zur Teilnahme am FIDE Grand Prix 2022, über den man sich ebenfalls für das Kandidatenturnier qualifizieren konnte.

## Turnier der Frauen
Im parallel stattfindenden Turnier der Frauen war die Bedenkzeit etwas kürzer (90 min für die ersten 40 Züge, 30 min für den Rest, + 30 s pro Zug). Hier wurde das 50 Teilnehmerinnen starke Feld von der Chinesin Lei Tingjie beherrscht, die sich mit 9 Punkten aus 11 Partien den Turniersieg mit einem deutlichen Vorsprung sichern konnte. Elisabeth Pähtz eroberte mit 7,5 Punkten einen ausgezeichneten zweiten Platz und erspielte sich damit ihre dritte Großmeister-Norm. Sie ist damit die erste deutsche Frau, die diesen Titel verliehen bekommt.
Für Lei war der Grand Swiss direkt das Sprungbrett in das Kandidatenturnier der Frauen 2022/23, welches sie auch gewinnen konnte. Elisabeth Pähtz, Zhu Jiner und Marija Musytschuk waren neben Lei Tingjie als Top 4 für den FIDE Grand Prix der Frauen 2022–2023 teilnahmeberechtigt, Lei sagte ihre Teilnahme jedoch ab.

### Abschlusstabelle
| Platz | Setzliste | Spielerinnen           | Verband             | Elo  | Punkte | Feinwertung |
| ----- | --------- | ---------------------- | ------------------- | ---- | ------ | ----------- |
| 1     | 07        | Lei Tingjie            | China Volksrepublik | 2505 | 9      | 64½         |
| 2     | 12        | Elisabeth Pähtz        | Deutschland         | 2475 | 7½     | 69½         |
| 3     | 15        | Zhu Jiner              | China Volksrepublik | 2455 | 7½     | 67½         |
| 4     | 01        | Marija Musytschuk      | Ukraine             | 2536 | 7      | 69          |
| 5     | 04        | D. Harika              | Indien              | 2511 | 7      | 64½         |
| 6     | 18        | Lela Dschawachischwili | Georgien            | 2446 | 7      | 64½         |
| 7     | 20        | Wolha Badelka          | Russland            | 2438 | 7      | 61          |
| …     | …         | …                      | …                   | …    | …      | …           |